# Julia Berezikova
Julia Berezikova, née le 17 novembre 1983, est une pratiquante de MMA Russe évoluant au sein de l'organisation Xtreme Fighting Championships dans la catégorie des poids mouches.

## Biographie
Julia Berezikova a pratiqué le judo à haut niveau, elle fut médaillée aux championnats asiatiques de judo en 1998. Elle s'est ensuite tournée vers le Sanda puis vers la boxe où elle a remporté plusieurs championnats en Russie entre 2003 et 2005. En 2004 elle remporte un titre de sambo à Saint-Pétersbourg. Passant ensuite au jiu jitsu, elle devient championne de Russie en 2007 et 2008. A l'aise dans de nombreux sports de combats, elle est en 2012 couronnée championne de son pays en lutte, en muay-thaï et en kung-Fu.

## Palmarès[1]
- Judo
  - Médaillée aux championnats asiatiques de judo en 1998.
- Sanda
  - Médaillée aux championnats russes de sanda en 2003.
- Boxe
  - Vainqueur de la coupe de boxe de Russie en 2003.
  - Championne de boxe à Saint-Pétersbourg en 2003, 2004 et 2005.
  - Championne de boxe de Russie en 2004 et 2005.
- Sambo
  - Championne de sambo à Saint-Pétersbourg en 2004.
- Jiu jitsu
  - Championne de Russie de jiu jitsu en 2007 et 2008.
- Muay-thaï
  - Championne de Russie de muay-thaï en 2012.
- Lutte
  - Championne de Russie de lutte en 2012.
- Kung-Fu
  - Championne de Russie de kung-fu en 2012.

## Carrière en MMA

### Début de carrière
Le 2 décembre 2006 Julia Berezikova commence sa carrière en MMA. Elle est opposée, à l'Américaine Tara LaRosa lors de l'évènement Bodog Fight - USA vs. Russia se déroulant à Vancouver, en Colombie-Britannique (Canada). Elle se fait surprendre par une clé de bras au deuxième round et perd le combat.

### Xtreme Fighting Championships
Le 15 mars 2015 Julia Berezikova participe pour la première fois à un évènement Xtreme Fighting Championships. Elle est opposée, à la combattante brésilienne Juliana Werner lors de l'évènement XFC International 9 se déroulant au gymnase du football club de São Paulo au Brésil. Julia Berezikova se montre très agressive dès le début du combat et fait reculer la combattante locale à coups de pied. Juliana Werner est mise plusieurs fois au sol et ne peux que résister sans pouvoir se montrer dangereuse. Au milieu du second round, Julia Berezikova parvient à soumettre son adversaire par clé de genou et remporte la victoire.

## Palmarès en MMA
| 12 combats     | 8 victoires | 4 défaites |
| Par KO         | 1           | 1          |
| Par soumission | 4           | 2          |
| Sur décision   | 3           | 1          |

| Résultat | Record | Adversaire         | Méthode                     | Événement                         | Date            | Round | Temps | Lieu                                    | Notes |
| -------- | ------ | ------------------ | --------------------------- | --------------------------------- | --------------- | ----- | ----- | --------------------------------------- | ----- |
| Victoire | 8-4    | Juliana Werner     | Soumission (Clé de jambe)   | XFCI: XFC International 9         | 14 mars 2015    | 2     | 1:35  | São Paulo, Brésil                       |       |
| Défaite  | 7-4    | Joanna Jedrzejczyk | Décision unanime            | Fight Nights: Battle of Moscow 12 | 20 juin 2013    | 2     | 5:00  | Moscou, Russie                          |       |
| Victoire | 7-3    | Karla Benitez      | Soumission (clé de bras)    | Super Fight League 12             | 7 décembre 2012 | 2     | 1:42  | Bombay, Maharashtra, Inde               |       |
| Victoire | 6-3    | Karla Benitez      | Décision partagée           | FEFoMP: maior Cup 2012            | 26 mai 2012     | 2     | 5:00  | Khabarovsk, Russie                      |       |
| Victoire | 5-3    | Alena Hola         | Soumission (clé de bras)    | Fight Nights: Battle of Moscow 6  | 8 mars 2012     | 2     | 1:35  | Moscou, Russie                          |       |
| Victoire | 4-3    | Eugenia Kostina    | Décision unanime            | Fight Nights: Battle of Moscow 5  | 5 novembre 2011 | 2     | 3:00  | Moscou, Russie                          |       |
| Victoire | 3-3    | Milana Dudieva     | Soumission (coups de poing) | FightForce: Day of Anger          | 28 février 2009 | 1     | 4:40  | Saint-Pétersbourg, Russie               |       |
| Victoire | 2-3    | Megumi Yabushita   | Décision unanime            | FightForce: Russia vs. The World  | 19 avril 2008   | 3     | 5:00  | Saint-Pétersbourg, Russie               |       |
| Défaite  | 1-3    | Rosi Sexton        | Soumission (clé de bras)    | bodogFight: Vancouver             | 2 août 2007     | 2     | 1:49  | Vancouver, Colombie-Britannique, Canada |       |
| Défaite  | 1-2    | Julie Kedzie       | TKO (coups de poing)        | bodogFight: Clash of the Nations  | 14 avril 2007   | 2     | 2:49  | Saint-Pétersbourg, Russie               |       |
| Victoire | 1-1    | Song Lee Jin       | TKO (coups de poing)        | M-1 MFC: Russia vs. Korea         | 20 janvier 2007 | 1     | 0:51  | Corée du Sud                            |       |
| Défaite  | 0-1    | Tara LaRosa        | Soumission (clé de bras)    | bodogFight: USA vs. Russia        | 2 décembre 2006 | 2     | 1:28  | Vancouver, Colombie-Britannique, Canada |       |